# Gimme Some Lovin' & Other Hits
Gimme Some Lovin' & Other Hits è una raccolta dei The Blues Brothers pubblicata nel 2005.

## Tracce
1. Gimme Some Lovin' - 3:07
2. Everybody Needs Somebody to Love - 3:23
3. Messin' with the Kid - 2:55
4. Groove Me - 3:36
5. "B" Movie Box Car Blues - 4:05
6. Guilty - 2:53
7. Riot in Cell Block Number Nine - 3:32
8. I Ain't Got You - 2:46
9. Going Back to Miami - 4:03
10. Soul Man - 3:00

## Formazione
- "Joliet" Jake Blues – voce
- Elwood Blues – voce, armonica a bocca
- Matt "Guitar" Murphy – chitarra
- Steve "The Colonel" Cropper – chitarra
- Donald "Duck" Dunn – basso
- Paul "The Shiv" Shaffer – tastiere, cori
- Willie "Too Big" Hall – batteria
- Steve "Getdwa" Jordan – batteria, cori
- Lou "Blue Lou" Marini – sassofono
- Tom "Triple Scale" Scott – sassofono
- Tom "Bones" Malone – sassofono, trombone, tromba, cori
- Alan "Mr. Fabulous" Rubin – tromba, cori